# Coulomb-Affäre
Als Coulomb-Affäre bzw. Coulomb affair wurden im Jahre 1884 Vorkommnisse im Zusammenhang mit Emma und Alexis Coulomb einerseits und Helena Petrovna Blavatsky und der Theosophischen Gesellschaft (TG) andererseits, bezeichnet. Dabei kam es zur Veröffentlichung von Briefen, welche Blavatsky als Schwindlerin und Fälscherin belasteten. Der kurz darauf stattfindende Hodgson Report untermauerte diese Behauptungen, und beides ruinierte hauptsächlich den Ruf der TG. Besonders der zweite Teil des Hodgson Report, bezüglich der Blavatsky-Coulomb- und Meisterbriefe, wurde 1986 und 1997 von Vernon Harrison erneut kritisch untersucht. 

## Vorgeschichte
1875 wurde in New York von Helena Petrovna Blavatsky, Henry Steel Olcott u. a. die Theosophische Gesellschaft (TG) gegründet. Diese verlegte 1879 ihr Hauptquartier nach Mumbai in Indien und 1882 ein weiteres Mal nach Adyar bei Chennai. Bis zum Jahr 1884, als die Coulomb-Affäre Schlagzeilen machte, war die TG in Indien und Sri Lanka, nach kaum fünfjähriger Tätigkeit im Land, bereits auf etwa 100 Logen, mit täglich wachsender Mitgliederzahl, angewachsen. Da die TG vor allem die ethischen und religiösen Werte des Buddhismus, aber auch Hinduismus propagierte und, im Gegensatz zur christlichen Mission, der traditionellen einheimischen Kultur mit größter Hochachtung begegnete, stellte die Organisation eine ernste Konkurrenz für die Missionsbemühungen mehrerer christlicher Konfessionen in diesen Ländern dar.
Damit einhergehend stellten sich bald Neid und Missgunst gegenüber der TG ein, auch deshalb, da die Bekehrungsversuche der Christen, trotz jahrhundertelanger Bemühungen, nur mäßige Erfolge verzeichnen konnten. Präsident der TG war Henry Steel Olcott, die eigentliche Hauptperson jedoch Helena Petrovna Blavatsky, diese war zwar offiziell „nur“ Corresponding Secretary (= PR-Beauftragte bzw. Pressesprecherin), stellte aber die wirkliche Eminenz dar. Blavatsky machte häufig Schlagzeilen durch paranormale Phänomene, die sie vorgeführt haben soll und die oftmals als regelrechte Wundertaten aufgebauscht wurden. Zudem lieferten Blavatsky und die TG Gesprächsstoff durch mehrere Meister der Weisheit, die angeblich Antworten auf anstehende Fragen und Probleme lieferten, obwohl sie nicht anwesend waren, und diesbezügliche Briefe aus dem Nichts erscheinen lassen konnten. Diese Meisterbriefe erschienen meist in einem bestimmten Schrank, der als „shrine“ bzw. „occult shrine“ (= Okkulter Schrein) bezeichnet wurde, und waren dann auch ein Hauptgegenstand der Coulomb-Affäre sowie des späteren Hodgson Reports.

## Die Coulomb-Affäre

### Gegenseitige Hilfeleistung
Im Jahre 1871 soll Blavatsky in Kairo erstmals Bekanntschaft mit der Engländerin Emma Cutting und ihrem damaligen französischen Freund Alexis Coulomb gemacht haben, die später heirateten. Blavatsky erhielt damals von Emma finanzielle Unterstützung, gemeinsam sollen sie dort auch die kurzlebige Société Spirite (= Spirituelle Gesellschaft) gegründet haben. Im August 1879 erhielt Blavatsky in Mumbai vom Ehepaar Coulomb einen schriftlichen Hilferuf, da sie, völlig pleite, auf Sri Lanka gestrandet waren. Blavatsky finanzierte daraufhin den Coulombs die Überfahrt nach Mumbai. Sie suchte erfolglos für die beiden eine Arbeitsstelle und übernahm sie schließlich als Mitarbeiter für die Theosophische Gesellschaft (TG), der sie auch als Mitglieder beitraten. Emma Coulomb führte ab 1880 Küche und Haushalt und übernahm gelegentliche Schreibarbeiten, Alexis Coulomb fand Arbeit als Zimmermann, Gärtner und Hausmeister, gewissermaßen als „Mädchen für alles“ in der TG. In den folgenden Jahren kam es mehrmals zu Reibereien mit älteren TG-Mitarbeitern, die den Coulombs unterstellt wurden, sowie Mitgliedern, die es ungern sahen, dass die Coulombs sich mit Missionaren der Free Church of Scotland in Chennai angefreundet hatten und dort den neuesten Klatsch aus der TG erzählten.

### Streit und Entlassung
Nachdem Olcott die Führung der TG einem Kontrollrat übergeben hatte, brachen er und Blavatsky am 20. Februar 1884 zu einer großen Europareise auf. Vorher hatte Blavatsky verfügt, dass allein Emma Coulomb ihre Privaträume in Ordnung halten sollte, und ihr auch die Schlüssel dazu übergeben. Nach der Abreise Blavatskys, welche die Coulombs immer in Schutz genommen hatte, brachen offen Feindseligkeiten aus und im März bezichtigte der Kontrollrat die Coulombs grober Fahrlässigkeit. Telegrafisch wurden Blavatsky und Olcott über die Vorkommnisse informiert, mehrere Telegramme gingen zwischen Europa, dem Kontrollrat und den Coulombs hin und her, doch eine Einigung konnte nicht erzielt werden, im Gegenteil eskalierte die Situation immer mehr. Die Coulombs boten schließlich an, für 2000 (3000?) indische Rupien und Fahrkarten in die USA das Feld zu räumen, dies wurde jedoch abgelehnt. Nachdem Emma Coulomb einen Erpressungsversuch, begleitet von Drohungen gegenüber Blavatsky, gemacht hatte, ordnete diese am 14. (17.?) Mai 1884 die fristlose Entlassung der Coulombs und den Ausschluss aus der TG an.
Am 18. Mai 1884 wurde die Entlassung in Adyar vollzogen, wobei sämtliche Schlüssel abgegeben wurden. Bei der damaligen Inspektion von Blavatskys Zimmern entdeckten die anwesenden Theosophen eine Reihe von Geheimtüren und Schiebewänden sowie einen Wanddurchbruch, der eine geheime Verbindung zwischen Blavatskys Schlafzimmerschrank und dem „shrine“ darstellte. Alexis Coulomb gab dabei an, diese Einbauten auf Anweisung Blavatskys vorgenommen zu haben, was diese jedoch, als sie davon erfuhr, nicht bestätigte. Auch waren die Vorrichtungen offensichtlich ganz neu, Holzspäne und Mauerreste lagen noch verstreut umher. Zudem konnten die geheimen Schiebetüren nur mit erheblicher Kraftanstrengung geöffnet werden, wobei beträchtlicher Lärm entstand. Dieser Sachverhalt wurde später von Richard Hodgson bei seiner Untersuchung bemerkt und im Hodgson Report bestätigt.

### Veröffentlichung der Briefe
Nach ihrer Entlassung suchten und fanden die Coulombs Aufnahme bei ihren Freunden in der Mission der Free Church of Scotland und damit schien die Sache abgeschlossen. Die Coulombs übergaben daraufhin jedoch dem Kaplan dieser Kirche eine Reihe von Briefen, welche angeblich Helena Petrovna Blavatsky an Emma Coulomb geschrieben haben soll. Diese stellten Blavatsky als Betrügerin und Fälscherin der Meisterbriefe dar und die geheimen Einbauten als Hilfsmittel, um paranormale Phänomene vorzutäuschen. Der Kaplan George Patterson veröffentlichte Auszüge aus diesen Briefen in der September- und Oktoberausgabe 1884 der in Chennai erscheinenden Monatszeitschrift Madras Christian College Magazine, dem Sprachrohr der Reformierten Kirche in Südindien. 
Bei der Ausführung dieses Schwindels soll sich Blavatsky eben der Coulombs als Helfershelfer bedient haben, wobei diese sich der erwähnten Geheimtüren und Schiebewände bedienten. Dadurch wurden die angeblich von Blavatsky tatsächlich vorgeführten Phänomene als geschickt eingefädelter Betrug dargestellt. U.a. bezogen sich einige dieser Anweisungen auf die Erscheinungsweise der oben erwähnten Meisterbriefe im „shrine“. Dadurch war nicht nur die Existenz der Meister der Weisheit in Frage gestellt, sondern auch deren Briefe erschienen als von Blavatsky gefälscht und dann selbst durch den Wanddurchbruch in den „shrine“ gelegt. Daraufhin wurde der „shrine“ von den Theosophen verbrannt, damit dieser nicht als (gefälschtes) Beweisstück dienen konnte, ein Fehler, wie sich später herausstellen sollte.
Die Veröffentlichungen im Madras Christian College Magazine verbreiteten sich innerhalb kürzester Zeit über ganz Indien, da andere Zeitungen im Land die Artikel begierig aufgriffen, ausschmückten und daraus eine regelrechte Kampagne machten. Damit nicht genug, publizierten auch britische und amerikanische Zeitungen diese Neuigkeiten, schließlich war Blavatsky in diesen Ländern als Enfant terrible weithin bekannt. Als Blavatsky und Olcott, die sich zu dieser Zeit gerade in England aufhielten, von der Angelegenheit erfuhren, veröffentlichte Blavatsky umgehend in mehreren Zeitungen ein Dementi. Daraufhin machten sich die beiden Theosophen auf den Rückweg nach Indien, wobei Blavatsky in Ägypten einen Zwischenstopp einlegte, um über die Coulombs Erkundigungen einzuziehen, dies blieb jedoch erfolglos. Olcott erreichte Indien dadurch bereits im November 1884, Blavatsky erst einen Monat später, am 20. (21.?) Dezember. In der Zwischenzeit hatte Emma Coulomb zusätzlich eine Flugschrift veröffentlicht, in der sie Blavatsky schwer belastete und sich selbst als gewissermaßen im Notstand befindliche Befehlsempfängerin darstellte.

### Misslungene Verteidigung und die Folgen
Nach Beratungen mit dem Kontrollrat in Adyar entschied Olcott, keine Klage gegen das Madras Christian College Magazine bzw. die Coulombs zu erheben. Dieser Entschluss wurde schließlich im Madras Christian College Magazine veröffentlicht, er wurde jedoch als taktisches Manöver aufgefasst und erhärtete die Meinung, die publizierten Briefe wären wahr und Blavatsky eine Betrügerin. Daraufhin trat Blavatsky am 21. März 1885 von ihrer Position als Corresponding Secretary der TG zurück.  Wenige Tage später (zwischen 26. März und 7. April 1885, es gibt unterschiedliche Angaben über den Abreisetermin) verließ sie Indien für immer und zog nach London, wo sie am 1. Mai 1887 eintraf und dort bis zu ihrem Tod am 8. Mai 1891 blieb. In London war sie Mitbegründerin der am 19. Mai 1887 gegründeten Blavatsky Lodge, die unter ihrer Mitwirkung zu einer erfolgreichen Organisation wurde, und gründete dort am 15. September 1887 die Zeitschrift Lucifer.

## Der Hodgson Report
Noch wesentlich verschärft wurde die Situation durch eine von Richard Hodgson im Auftrag der Society for Psychical Research (SPR) durchgeführte Untersuchung von Dezember 1884 bis April 1885, also gerade zu der Zeit, als die Coulomb-Affäre Wellen schlug, die als Hodgson Report bekannt wurde. In diesem Bericht kam Hodgson zu dem Ergebnis, dass Blavatsky tatsächlich eine Betrügerin und Fälscherin sei.

## Untersuchungen
Widerspruch und Kritik richtete sich vor allem gegen den Hodgson Report, da in diesem die in der Coulomb-Affäre aufgetauchten Behauptungen detailliert und in schriftlicher Form festgehalten worden waren. Seit Erscheinen des Reports, im Dezember 1885, konnten zahlreiche Widersprüche und Falschaussagen aufgedeckt werden. Walter Adley Carrithers jr. (1924–1994) behauptete, dass die geheimen Einbauten nicht von Blavatsky oder ihren Helfershelfern zur Täuschung hätten verwendet werden können. Seine Deutungen blieben wirkungslos. Erst durch die Arbeiten von Vernon Harrison in den Jahren 1986 und 1997, die im Journal der Society for Psychical Research (SPR) zur Veröffentlichung kamen, wurde der Versuch einer Rehabilitierung Blavatskys unternommen.  Näheres dazu findet sich unter Hodgson Report.

## Fazit
Die Auswirkungen der Coulomb-Affäre und des darauffolgenden Hodgson Reports auf die gesamte Theosophischen Gesellschaft (TG) waren verheerend. Es kam zu Massenaustritten aus der TG, zahlreiche Logen wurden deshalb aufgegeben oder mussten geschlossen werden, darunter auch die deutsche Loge Germania.